# The Comsat Angels
 (juillet 2022).
La mise en forme du texte ne suit pas les recommandations de Wikipédia : il faut le « wikifier ».
Les points d'amélioration suivants sont les cas les plus fréquents. Le détail des points à revoir est peut-être précisé sur la page de discussion.
- Les titres sont pré-formatés par le logiciel. Ils ne sont ni en capitales, ni en gras.
- Le texte ne doit pas être écrit en capitales (les noms de famille non plus), ni en gras, ni en italique, ni en « petit »…
- Le gras n'est utilisé que pour surligner le titre de l'article dans l'introduction, une seule fois.
- L'italique est rarement utilisé : mots en langue étrangère, titres d'œuvres, noms de bateaux, etc.
- Les citations ne sont pas en italique mais en corps de texte normal. Elles sont entourées par des guillemets français : « et ».
- Les listes à puces sont à éviter, des paragraphes rédigés étant largement préférés. Les tableaux sont à réserver à la présentation de données structurées (résultats, etc.).
- Les appels de note de bas de page (petits chiffres en exposant, introduits par l'outil «  Source ») sont à placer entre la fin de phrase et le point final[comme ça].
- Les liens internes (vers d'autres articles de Wikipédia) sont à choisir avec parcimonie. Créez des liens vers des articles approfondissant le sujet. Les termes génériques sans rapport avec le sujet sont à éviter, ainsi que les répétitions de liens vers un même terme.
- Les liens externes sont à placer uniquement dans une section « Liens externes », à la fin de l'article. Ces liens sont à choisir avec parcimonie suivant les règles définies. Si un lien sert de source à l'article, son insertion dans le texte est à faire par les notes de bas de page.
- La présentation des références doit suivre les conventions bibliographiques. Il est recommandé d'utiliser les modèles {{Ouvrage}}, {{Chapitre}}, {{Article}}, {{Lien web}} et/ou {{Bibliographie}}. Le mode d'édition visuel peut mettre en forme automatiquement les références.
- Insérer une infobox (cadre d'informations à droite) n'est pas obligatoire pour parachever la mise en page.

Pour une aide détaillée, merci de consulter Aide:Wikification.
Si vous pensez que ces points ont été résolus, vous pouvez retirer ce bandeau et améliorer la mise en forme d'un autre article.
The Comsat Angels était un groupe de post-punk anglais originaire de Sheffield, en Angleterre, initialement actif de 1978 à 1995. Ils sont reconnus comme ayant influencé les groupes de « post-punk revival » tels que Blacklist, Bell Hollow, Editors et Interpol.

## Biographie

### Les débuts
Nommée d'après la nouvelle de JG Ballard « The Comsat Angels », la formation originale (de 1978 à 1992) était composée de Stephen Fellows (chant, guitare), Mik Glaisher (batterie), Kevin Bacon (basse) et Andy Peake (claviers).
Ils ont fait leurs débuts en 1979 avec le single « Red Planet », composé de trois titres. Ce single a attiré l'attention de Frank Neilson, de Polydor, et le groupe a alors signé un contrat d'enregistrement pour trois albums. Ces trois albums - Waiting for a Miracle (1980), qui comprenait le single « Independence Day », probablement leur chanson la plus connue, Sleep No More (1981) et Fiction (1982) - sont considérés par certains comme leurs meilleurs, mais se sont vendus modestement.
Au cours des premières années, le groupe a partagé des tournées avec des groupes comme Siouxsie and the Banshees, Yellow Magic Orchestra, Depeche Mode, U2, Captain Beefheart, the Sound, Wall of Voodoo et Gang of Four. En 1982, ils ont interprété deux chansons dans l'émission Old Grey Whistle Test de la BBC.

### C.S. Angels
En 1982, une société basée aux États-Unis, Communications Satellite Corporation, a écrit plusieurs lettres à la direction du groupe en expliquant que « le mot Comsat était une marque déposée en Amérique et que le groupe n'avait pas le droit d'utiliser le nom ». Le nom Comsat Angels était en fait tiré d'une nouvelle écrite par JG Ballard. À la suite de menaces de poursuite, le groupe a été contraint de se produire et de sortir ses disques aux États-Unis sous le nom de « C.S. Angels ». Le groupe s'est également produit une fois à Sheffield, en Angleterre, en 1987 sous le nom de « the Headhunters ».

### Années chez Jive
Les trois premiers albums n'ayant pas répondu aux attentes de Polydor, la maison de disques s'est séparée du groupe. Ce dernier a alors signé chez Jive Records et enregistré l'album Land (1983), qui avait un son plus commercial, orienté new wave. L'album comprenait le single « Will You Stay Tonight? », qui a eu un certain succès à la radio américaine et a atteint la 81e place des charts britanniques. Le cinquième album, 7 Day Weekend (1985), a également suivi une tendance plus pop. Cependant, il n'a pas eu de succès dans les charts et Jive Records s'est alors séparé du groupe. Leur single « I'm Falling » est apparu en entier dans le film Profession : Génie en 1985. Le film n'a jamais sorti d'album officiel pour la bande originale, mais cela a tout de même permis à un public plus large de découvrir le groupe.

### Changement de label
Le groupe a trouvé un fan et un soutien en la personne de Robert Palmer, qui était au sommet de sa popularité à ce stade des années 1980. Il a facilité la signature des Comsat Angels chez Island Records et a été producteur exécutif de leur album Chasing Shadows (1986), sur lequel il a même chanté sur une chanson (« You'll Never Know »). La musique de cet album est considérée comme le retour du groupe à ses racines plus sombres,,.

### Changement de nom: Dream Command
Pour leur futur album, le groupe a convaincu Island Records de les laisser construire leur propre studio. Le groupe s'est renommé Dream Command pour ce disque, probablement à cause de la pression de leur maison de disques et de Communications Satellite Corporation.
Ni le groupe ni leur label n'étaient satisfaits de l'album, qui n'est sorti qu'en faible quantité aux États-Unis et aux Pays-Bas,. Le groupe n'a jamais donné de concert avec ce nom et ne l'a plus jamais utilisé. Peu de gens au Royaume-Uni étaient au courant de ce changement de nom, jusqu'à ce que les Comsats soient mentionnés dans une section du magazine Q.
Par la suite, le groupe a repris le nom de Comsat Angels.

### Deuxième changement de label
Vers 1990, ils ont recruté le musicien Nick Robinson comme guitariste supplémentaire. (Il est apparu sur « I Wanna Destroy You », sorti plus tard sur la compilation From Beyond 2.) Ce fut un autre tournant pour le groupe, alors qu'il commençait à écrire et à enregistrer de nouveaux morceaux selon leurs propres conditions et a fini par se connecter avec RPM Records (et Caroline Records aux États-Unis), qui a ensuite sorti leurs sessions de la BBC Radio 1 sous le nom Time Considered as a Helix of Semi-Precious Stones. (Le titre est tiré d'une nouvelle de Samuel R. Delany.)
RPM a sorti un nouveau single des Comsat Angels, « Driving », et un album, My Mind's Eye, en 1992. (L'album est sorti aux États-Unis chez Caroline Records, sous le nom C.S. Angels, avec deux titres bonus.) La presse musicale a fait l'éloge de l'album, citant plusieurs groupes actuels de shoegaze (comme Curve ou Catherine Wheel) qui ont été influencés par le son des Comsats Angels.
RPM a également publié une collection de sessions enregistrées à la radio néerlandaise, Unravelled, avant la sortie du dernier album studio du groupe, The Glamour, en 1995. Cet album a été le premier album studio à présenter les nouveaux membres Simon Anderson et Terry Todd, à la suite du départ de Kevin Bacon. Ce dernier était parti pour se concentrer sur le travail de production au studio Axis du groupe à Sheffield. Aucun single n'est sorti de The Glamour, et plusieurs chansons de ces sessions n'ont été incluses que sur la réédition de l'album en 2007.
Les Comsat Angels se sont dissous à la fin de l'année 1995 après des concerts au Royaume-Uni pour promouvoir The Glamour.

## Autres projets
Stephen Fellows a sorti un album instrumental, Mood X, sur RPM en 1997. Il a également été le manager du groupe Gomez après les avoir découverts cette année-là. En juillet 2008, il a publié sur sa page Myspace cinq chansons enregistrées au milieu des années 1990. En janvier 2020, il a sorti l'album Slow Glass. Les autres membres se sont regroupés à la fin des années 1990 sous le nouveau surnom de Soup, avec le nouveau chanteur Peter Hope, mais se sont rapidement dissous. Leur seul album, Condensed, a été enregistré avec le producteur John Wills de Loop en 1998, mais n'est sorti qu'en 2012. Andy Peake a ensuite formé le duo Lost Garden,.

## Brève reformation
Les Comsat Angels se sont reformés pour un concert le 26 avril 2009 dans le cadre du festival de musique Sensoria à la Sheffield O2 Academy. Ils ont joué des morceaux de leurs trois premiers albums,,. Le groupe est parti en tournée dans trois villes (Glasgow, Manchester et Londres) en octobre 2009, puis a donné un spectacle spécial dans sa ville natale de Sheffield le 11 décembre 2010.

## Postérité
Les albums des Comsat Angels sont restés épuisés pendant des années, mais RPM Records a réédité les trois premiers albums de Polydor sur CD en 1995, tandis qu'un autre label britannique, Renascent, en a réédité plusieurs en 2006 et 2007, en ajoutant des bonus et d'autres morceaux. Martin Gore de Depeche Mode a repris « Gone » sur son EP de 1989, Counterfeit. En 1992, Silkworm a repris « Our Secret » en face B de leur single « The Chain ». Joel RL Phelps, anciennement de Silkworm, a repris « Lost Continent » sur son album de 1999 Blackbird.
Mark Kermode, critique de cinéma pour BBC Radio 5 Live et The Observer, a défendu les Comsat Angels lors de la critique du biopic Control sur Ian Curtis, déclarant que les Comsats étaient « le groupe que Joy Division aurait dû être ». En mai 2008, Mark Kermode a interviewé le poète britannique Simon Armitage sur The Culture Show de BBC Two et les deux ont discuté de leur amour pour le groupe.

## Membres
- Stephen Fellows - chant, guitare (1978–1995, 2009–2010)
- Mik Glaisher - batterie (1978–1995, 2009–2010)
- Kevin Bacon - basse (1978–1992, 2009–2010)
- Andy Peake - claviers (1978–1995, 2009–2010)
- Nick Robinson - guitare (1990)
- Simon Anderson - guitare (1993–1995)
- Terry Todd - basse (1993–1995)

## Discographie

### Albums studio
- Waiting for a Miracle (1980, Polydor) (réédité en 1995 chez RPM, en 2006 chez Renascent et en 2015 chez Edsel)
- Sleep No More (1981, Polydor) (réédité en 1995 chez RPM, en 2006 chez Renascent et en 2015 chez Edsel)
- Fiction (1982, Polydor) (réédité en 1995 chez RPM, en 2006 chez Renascent et en 2015 chez Edsel)
- Land (1983, Jive) (réédité en 2001 chez Connoisseur)
- 7 Day Weekend (1985, Jive) (réédité en 2001 chez Connoisseur)
- Chasing Shadows (1986, Island) (réédité en 2015 chez Edsel)
- Fire on the Moon (en tant que Dream Command) (1990, Island) (États-Unis et Pays-Bas uniquement) (réédité en 2015 chez Edsel)
- My Mind's Eye (1992/1993, RPM/Caroline) (réédité en 2001 chez Thunderbird et en 2007 chez Renascent)
- The Glamour (1995, RPM) (réédité en 2007 chez Renascent)

### Singles et EP
- « Red Planet » (mars 1979, Junta)
- « Total War » (mai 1980, Polydor)
- « Independence Day » (juillet 1980, Polydor)
- « Eye of the Lens » (mars 1981, Polydor)
- « (Do The) Empty House » (octobre 1981, Polydor)
- « It's History » (mai 1982, Polydor)
- « After the Rain (Remix) » (septembre 1982, Polydor)
- « Will You Stay Tonight? » (août 1983, Jive)
- « Island Heart » (octobre 1983, Jive)
- « Independence Day » (ré-enregistrement) (janvier 1984, Jive)
- « You Move Me » (mai 1984, Jive)
- « Day One » (septembre 1984, Jive)
- « I'm Falling » (septembre 1985, Jive)
- « Forever Young" » (novembre 1985, Jive)
- « The Cutting Edge » (février 1987, Island)
- « Celestine » (en tant que Dream Command) (1990, Island) (États-Unis uniquement)
- « Driving » (1992, RPM/Thunderbird)
- « Shiva Descending » (1993, Crisis/Normal) (Pays-Bas uniquement)
- « Field of Tall Flowers » (1994, RPM/Thunderbird)
- « The Cutting Edge » (version de Unravelled) (1994, Crisis)

### Compilations et albums live
- Enz (1982, Polydor) (Pays-Bas uniquement)
- Time Considered as a Helix of Semi-Precious Stones - The BBC Sessions 1979–1984 (1992, RPM) (réédité en 2006 par Renascent)
- Unravelled (1994, RPM) (sessions radio néerlandaises)
- Au-delà de 2 (2000, Cherry Red)
- To Before (2007, Renascent)